# Anotia ruficornis
Anotia ruficornis är en insektsart som beskrevs av Fowler 1904. Anotia ruficornis ingår i släktet Anotia och familjen Derbidae. Inga underarter finns listade i Catalogue of Life.